# Jacques de Milly
Jacques de Milly, incluso de Milli , Iacobus Milius , Jacobus de Milly , († 17 de agosto de 1461 ) fue un noble de la Auvernia y a partir del 15 de junio de 1454 hasta su muerte en 1461 el 37.º Gran Maestre de la Orden de San Juan.
Era Gran Prior de Auvernia, en 1454, cuando, tras la muerte de su compatriota Jean de Lastic fue elegido para sucederlo como Gran Maestre.
Su mandato estuvo bajo la amenaza otomana del sultán Mehmed II, que había conquistado Constantinopla en 1453. En 1457 y 1459 los otomanos atacaron Rodas, Cos y Symi, lo que causó daños considerables. Por lo tanto, hizo reparar y fortalecer continuamente las fortificaciones de la Orden en el mar Egeo, y en particular, en 1454 encargó la construcción del castillo de Archangelos en Rodas.
En la Convención General de 1459 se intensificó una disputa entre las lenguas clericales regionales individuales de la Orden sobre la distribución del poder y las oficinas. En particular, la superioridad de las tres lenguas francesas (de Francia, de Provenza y de Auvernia) fue cuestionada por los otros caballeros, especialmente los de la lengua española de la penininsula Ibérica. La disputa fue resuelta por su sucesor, el aragonés Pere Ramon Sacosta.
De Milly apoyó a la depuesta Reina Carlota de Chipre en la lucha contra su hermano consanguíneo, en última instancia infructuosa, por Chipre, cuando en 1461 permitió que su flota en Rodas recogiera y ayudara a equiparlos. El 27 de mayo, el Gran Maestre recibió una carta del suegro de Carlota, Luis de Saboya, quien le pidió a Jacques de Milly que le diera toda la ayuda a la Reina. El Gran Maestre estaba enfermo e incapaz de hacer nada pero el 17 de agosto, el Gran Maestre sufrió un ataque de gota y murió. El 24 de agosto, fue elegido el nuevo gran maestre, Pere Ramon Sacosta, pero como todavía estaba en Aragón, la Reina no podía contar con la asistencia efectiva de Rodas, por lo que esta decidió viajar hacia el oeste y llegó a Roma el 14 de octubre de 1461.
Murió en 1461 y fue enterrado en Rodas. Su sarcófago se conserva ahora en el Museo de Cluny en París.